# Gran Premio di Buenos Aires III 1949
Il Gran Premio di Buenos Aires III 1949 è stata una corsa automobilistica di Formula Libera della Temporada Argentina 1949-1950.

## Qualifiche
Risultati della gara di qualificazione.
| Pos | Pilota                  | Scuderia                 | Vettura             | Giri |
| --- | ----------------------- | ------------------------ | ------------------- | ---- |
| 1   | Gigi Villoresi          | Scuderia Ferrari         | Ferrari 166FL       | 15   |
| 2   | Alberto Ascari          | Scuderia Ferrari         | Ferrari 166FL       |      |
| 3   | Nino Farina             | Iscrizione privata       | Maserati 4CLT       |      |
| 4   | Juan Manuel Fangio      | Automobil Club Argentino | Ferrari 166FL       |      |
| 5   | Benedicto Campos        | Automobil Club Argentino | Ferrari 166FL       |      |
| 6   | Philippe Étancelin      | Iscrizione privata       | Talbot-Lago T26C    |      |
| 7   | Emmanuel de Graffenried | Enrico Platé             | Maserati 4CLT       |      |
| 8   | Louis Rosier            | Ecurie Rosier            | Talbot-Lago T26C    |      |
| 9   | Dorino Serafini         | Scuderia Ferrari         | Ferrari 125C        |      |
| 10  | Louis Chiron            | Helvetic                 | Maserati 4CLT       |      |
| 11  | Clemar Bucci            | Iscrizione privata       | Alfa Romeo 12C      |      |
| 12  | Prince Bira             | Enrico Platé             | Maserati 4CLT       |      |
| 13  | José Froilán González   | Iscrizione privata       | Maserati 4CLT       |      |
| 14  | Óscar Gálvez            | Iscrizione privata       | Alfa Romeo Tipo 308 |      |
| 15  | Piero Carini            | Iscrizione privata       | Maserati 4CLT       |      |
| 16  | Clemente Biondetti      | Luigi de Filippis        | Maserati 4CLT       |      |
| 17  | Felice Bonetto          | Scuderia Milano          |                     |      |
| 18  | Eitel Cantoni           | Iscrizione privata       | Maserati 4CLT       |      |
| 19  | Peter Whitehead         | Iscrizione privata       | Ferrari 125C        |      |
| 20  | Piero Taruffi           | Iscrizione privata       | Maserati 4CLT       |      |
| 21  | Reg Parnell             | Scuderia Ambrosiana      | Maserati 4CLT       |      |

## Gara
Resoconto
Risultati
Risultati finali della gara.
| Pos | Pilota                  | Scuderia                 | Vettura             | Giri | Tempo/Ritiro |
| --- | ----------------------- | ------------------------ | ------------------- | ---- | ------------ |
| 1   | Alberto Ascari          | Scuderia Ferrari         | Ferrari 166FL       | 35   | 1h29'00"2    |
| 2   | Juan Manuel Fangio      | Automobil Club Argentino | Ferrari 166FL       | 35   | 1h29'29"4    |
| 3   | Gigi Villoresi          | Scuderia Ferrari         | Ferrari 166FL       | 35   | 1h30'38"3    |
| 4   | Benedicto Campos        | Automobil Club Argentino | Ferrari 166FL       | 34   |              |
| 5   | José Froilán González   | Iscrizione privata       | Maserati 4CLT       | 34   |              |
| 6   | Prince Bira             | Enrico Platé             | Maserati 4CLT       | 34   |              |
| 7   | Emmanuel de Graffenried | Enrico Platé             | Maserati 4CLT       | 33   |              |
| 8   | Dorino Serafini         | Scuderia Ferrari         | Ferrari 125C        | 33   |              |
| 9   | Clemente Biondetti      | Luigi de Filippis        | Maserati 4CLT       | 33   |              |
| 10  | Peter Whitehead         | Iscrizione privata       | Ferrari 125C        | 32   |              |
| 11  | Louis Chiron            | Helvetic                 | Maserati 4CLT       | 31   |              |
| Rit | Philippe Étancelin      | Iscrizione privata       | Talbot-Lago T26C    | 31   | Meccanica    |
| Rit | Louis Rosier            | Ecurie Rosier            | Talbot-Lago T26C    | 14   | Meccanica    |
| Rit | Felice Bonetto          | Scuderia Milano          |                     | 8    |              |
| Rit | Clemar Bucci            | Iscrizione privata       | Alfa Romeo 12C      | 0    |              |
| Rit | Eitel Cantoni           | Iscrizione privata       | Maserati 4CLT       | 0    |              |
| Rit | Nino Farina             | Iscrizione privata       | Maserati 4CLT       | 0    |              |
| Rit | Óscar Gálvez            | Iscrizione privata       | Alfa Romeo Tipo 308 | 0    |              |
| Rit | Piero Carini            | Iscrizione privata       | Maserati 4CLT       | 0    |              |
| Rit | Piero Taruffi           | Iscrizione privata       | Maserati 4CLT       | 0    |              |
| Rit | Reg Parnell             | Scuderia Ambrosiana      | Maserati 4CLT       | 0    | Meccanica    |